# Шарль (дофин Франции) (1392—1401)
Шарль (Карл) Французский (фр. Charles de France; 6 февраля 1392, Отель Сен-Поль — 13 января 1401, Венсенский замок) — французский принц, дофин Франции и титулярный герцог Гиени. Сын короля Франции Карла VI Безумного и Изабеллы Баварской. 

## Биография
Пятый ребёнок и второй короля Франции Карла VI и его жены Изабеллы Баварской. Родился 6 февраля 1392 года в отеле Сен-Поль. Был назван в честь своего старшего брата Шарля, родившегося и умершего в 1386 году. При рождении получил титулы дофина Вьеннского и герцога Гиеньского; он должен был унаследовать престол после смерти своего отца.
Вопреки обвинениям Изабеллы Баварской в пренебрежительном отношении к своим детям, современные историки утверждают, что она была с ними близка, в особенности с дофином, которого всячески опекала. Она брала их детей с собой в поездки и дарила им подарки. Кроме того, во время вспышки чумы в Париже в июне 1399 года она нехотя отравила детей в безопасное место подальше от столицы, тяжело переживая вынужденную разлуку.
Династическое значение дофина усилилось, когда 5 августа 1392 года у Карла VI случился первый приступ безумия. Король постепенно отстранился от государственных дел и вынужден был передать свои обязанности назначенному совету регентов, в который также входила королева. Популярность ребёнка была настолько велика, что в сентябре 1395 года его непопулярная тётка Валентина Висконти, герцогиня Орлеанская была обвинена в попытке его отравить.
9 июля 1394 года герцог Филипп II Бургундский, дядя Карла VI, добился от своего племянника согласия на обручение дофина со своей внучкой Маргаритой. Помолвка была призвана сблизить королевскую семью с Бургундским домом, чьё влияние в совете регентов возрастало после периодических припадков безумия у короля. После подписания официального оглашения в январе 1396 года Маргарита Бургундская прибыла ко двору под титулом «мадам дофина».
Шарль умер преждевременно 13 января 1401 года в Венсенском замке не дожив месяц до своего девятилетия. Его тело было доставлено в базилику Сен-Дени, где он был похоронен в королевской крипте рядом со своим старшим братом. Его титулы дофина Вьеннского и герцога Гиеньского немедленно перешли к его младшему брату Луи, а 4 мая 1403 года он был обручён с Маргаритой Бургундской. Она вышла за него замуж 31 августа 1404 года.